# Богомир Мршуља
Богомир Б. Мршуља (Лендава, 18. септембар 1940 — Београд, 30. новембар 1994) био је српски биохемичар.

## Живот
Рођен је 18. септембра 1940. године у Лендави. Основну и средњу школу је завршио у Београду. Дипломирао је на Медицинском факултету Универзитета у Београду 1965. године. Магистрирао је 1968. године, а докторирао 1970. Био је професор Медицинског факултета, редовни од 1984. године. За дописног члана Српске академије наука и уметности је изабран 27. октобра 1994.

## Признања
- Октобарска награда града Београда, 1994.

## Дела
- Неурохемија у неуролошким болестима, Савремена администрација, Београд (1994)
- Неуробиологија поремећаја церебралне циркулације, Медицинска књига, (1986)